# Marússino
Marússino (en rus: Марусино) és un poble del krai de Khabàrovsk, a l'Extrem Orient de Rússia. El 2012 tenia 473 habitants. Pertany al districte rural de Lazó.